# Fanthyttan
Fanthyttan er en småort i Lindesbergs kommun i Örebro län i Sverige, cirka 10 kilometer nord for Lindesberg.
Gennem Fanthyttan går riksväg 50, som her møder länsvag T 769 mod Nora.

## Historie
Fanthyttan indgik for første gang i den årlige rente i 1538, da støberiet producerede 1100 osmundjern årligt.

## Erhvervsliv
Umiddelbart nordvest for byen ligger et større kalk- og dolomitdepot, som begyndte at anvendes i 1899 af Bofors og fortsat er i brug. Frem til 2001 brændte Larsbo Kalk AB råvarer i ovne på stedet. I dag sker bearbejdningen på anden vis.